# Masorti-jodendom
Het masorti-jodendom of conservatief jodendom (Hebreeuws: מסורתי , 'masorti', traditioneel) is een richting binnen het jodendom die wijzigingen in de uitvoering van de joodse wet (halacha) toestaat wanneer deze zijn gemachtigd door een brede meerderheid binnen de aan hen geaffilieerde rabbinaat. Conservatief jodendom is de benaming die wordt gehanteerd in de Verenigde Staten en Canada, daarbuiten – dus ook in Nederland en Israël – gebruikt men de term masorti-jodendom. Conservatief betekent hier dat men, in tegenstelling tot het liberale jodendom, zich zo veel als mogelijk aan de traditionele wetten en gebruiken van het jodendom wil houden, maar open wil staan voor de uitdagingen van de situatie waarin het wereldjodendom zich bevindt. Het masorti- of conservatief jodendom is midden 19e eeuw in Duitsland ontstaan, als reactie op het reformjodendom, dat soms erg radicale veranderingen voorstond, en kreeg begin 20e eeuw voor het eerst geïnstitutionaliseerd vorm in de Verenigde Staten.
In het conservatieve of masorti-jodendom wordt op de naleving van de meeste vereisten van de Halacha (joodse wet en traditie) aangedrongen. De richting staat evenwel open voor de aanpassing van de vereisten van het systeem van de Joodse wetgeving om rekening te houden met moderne omstandigheden, bijvoorbeeld enkele details van de joodse spijswetten of de vele regels over de reinheid voor de Joodse priesterklasse de cohaniem. Veel masorti-synagoges kennen inmiddels niet langer de fysieke scheiding tussen mannen en vrouwen en een groot deel der rabbijnen en chazzaniem, cantors, zijn vrouw. 
Wereldwijd zijn er ongeveer 2 miljoen joden die vallen onder de koepelorganisatie 'Masorti Olami', de "Wereldorganisatie van masorti-synagoges".
De Nederlandse beweging van het masorti-jodendom heet Masorti Nederland (MN). Anno 2015 waren er twee masorti-gemeentes in Nederland, met synagoges in Weesp (Masorti Almere/Weesp) en Deventer (Masorti Joodse Gemeente Beth Shoshanna), die sinds 2018 in Raalte resideert. Masorti Nederland heeft sinds 21 februari 2009 enkele jaren de in het Verenigd Koninkrijk levende Nederlandse rabbijn David Soetendorp als eigen rabbijn gehad. 